# Щедрин, Вячеслав Николаевич
Вячеслав Николаевич Щедрин (р. 30 сентября 1946 года) — российский учёный в области мелиорации, академик РАСХН (2005), академик РАН (2013).

## Биография
Родился 30.09.1946 в г. Гулькевичи Краснодарского края.
Окончил Новочеркасский инженерно-мелиоративный институт (НИМИ) (1970).
В 1971—1973 работал мастером Борисоглебского строительно-монтажного управления «Воронежводстрой», мастером Льговской ПМК-7, мастером, прорабом строительного участка треста «Волгодонсководстрой» ПМК-11.
В 1973—1974 старший научный сотрудник НИМИ.
С 1974 г. в НПО «Югмелиорация» (ФГБНУ «Российский НИИ проблем мелиорации»): аспирант (1974—1977), руководитель группы отдела внедрения (1977—1980), заведующий отделом, директор Бюро внедрения новой техники и передовой технологии (1980—1981), заведующий отделом гидротехнических сооружений (1981—1984), заместитель директора по науке (1984—1988), первый заместитель директора по науке и внедрению (1988—1989), директор (с 1989).
Доктор технических наук (1996), профессор (1997), академик РАСХН (2005), академик РАН (2013).
Основное направление научной деятельности — разработка теории и практики создания и эксплуатации оросительных систем, автоматизации и конструкции оросительных систем.
Награждён медалями ВДНХ и ВВЦ. Опубликовал свыше 300 научных работ. Имеет 113 авторских свидетельств и патентов на изобретения.